# 加拿大权利与自由宪章第16.1条

第16.1条只适用于新不伦瑞克省（红色部分）

加拿大权利与自由宪章第16.1条是宪章中最新的一条。它是由《1993年宪法修正案（新不伦瑞克）》加入的。这一宪法条文保证了在新不伦瑞克省的英语人群和法语人群有着平等的社会权利。
第16.1条与1982年原文第16条中的第（1）款不同；第16.1条是宪章中单独的一条。 编号中的“.1”表示这条是后来（1993年）才加进宪法的，并且加入过程中未影响其他条款的编号。

## 内容文本

### 英语原文
16.1 (1) The English linguistic community and the French linguistic community in New Brunswick have equality of status and equal rights and privileges, including the right to distinct educational institutions and such distinct cultural institutions as are necessary for the preservation and promotion of those communities.

(2) The role of the legislature and government of New Brunswick to preserve and promote the status, rights and privileges referred to subsection (1) is affirmed.

### 法语原文
16.1. (1) La communauté linguistique française et la communauté linguistique anglaise du Nouveau-Brunswick ont un statut et des droits et privilèges égaux, notamment le droit à des institutions d'enseignement distinctes et aux institutions culturelles distinctes nécessaires à leur protection et à leur promotion.

(2) Le rôle de la législature et du gouvernement du Nouveau-Brunswick de protéger et de promouvoir le statut, les droits et les privilèges visés au paragraphe (1) est confirmé.

### 汉语译文
第16.1条（1）新不伦瑞克省的英语群体和法语群体地位平等，并有着相同的权利和特权，包括有不同教育机构的权利和有必要的保护和推广群体的文化机构的权利。

（2）新不伦瑞克省议会和政府在保护和提倡第（1）款所提到的地位、权利和特权中起到的作用被确认。

## 作用
第16.1条提及到两个语言群体均有对机构或制度的需求和权利，其中包括对不同教育机构的需求。同时这一条也给了省政府保护这些权利的能力。如上诉法院在沙勒布瓦诉莫厄特案中所指出，这些权利和保护并非宪章新创而仅是宪法化了已被《新不伦瑞克官方语言群体平等法》保护的权利。此条也可被看作提供了对集体权利的保护，也有评论家认为这一条文更深的含义将被加拿大法院决定。
在沙勒布瓦诉莫厄特案中，新不伦瑞克上诉法院裁定根据宪章第16.1条，以及宪章第16条第（2）款和第18条第（2）款，要求当基层政权（例如城市和乡镇）有显著的少数语言群体时，其法律也必须使用双语。此判决主要根据法院对第18条第（2）款的解释，但也指出第16.1条是“补救性”的，也应当用于解决历史问题。一个相关案件——沙勒布瓦诉圣约翰市——后来被最高法院裁定。

## 历史
《新不伦瑞克官方语言群体平等法》在1981年由新不伦瑞克省省长理查德·哈特菲尔德制订。这部法律为英语和法语两个语言群体提供了很多“独立但平等”的学区。1980年代，所有省级政党均支持新不伦瑞克的双语主义潮流。然而1991年，新不伦瑞克省政治气氛变动，反对官方双语主义的地区联盟党成为省议会官方反对党。1993年，为使语言权利不论政府变更继续受到保护，当时执政并支持双语主义的自由党政府将这些权利通过第16.1条纳入宪法。
语言群体平等法宪法化本来是1992年夏洛特敦协议一揽子宪法修正案的一部分。公投否决了夏洛特敦协议之后，关于新不伦瑞克语言权利的修正案又被单独提出。加拿大宪法学教授彼得·罗素认为这一修正案的提出是个表明“加拿大人有能力不经将所有连到一起的大宪改就进行宪法改革而令人鼓舞的迹象”。
第16.1条是通过《1982年宪法法案》第43条所规定的宪改方式加入的。根据第43条规定，只影响一个省的宪法条文可在该省议会和联邦议会（包括上议院和下议院）的同意下更改。由于加入第16.1条的修正案只影响新不伦瑞克省，该修正案只需新不伦瑞克省议会和加拿大国会同意后即可通过，虽然也有律师（例如德博拉·柯尼）主张修正案涉及联邦辖区因此需要七个省同意才能通过。联邦下议院以219票支持、2票反对的结果通过修正案。下议院压倒性的结果受到了一些批评。专栏作家威廉·约翰逊认为议会并未充分分析修正案并试图扼杀公众讨论，他甚至隐射第16.1条将会在新不伦瑞克省创建两个省政府（英法语言群体各一个）。早些时候，该专栏作家指控宪法提供集体权利“在自由主义（国家）中前所未闻”并将在集体利益下损害个人权利，同时他还认为第16.1条未包括原住民使得他们成为“二等公民”。他把第16.1条和未成功的米奇湖协议和夏洛特敦协议中将魁北克认可为“独特社会”的一条相比较。当时代表阿卡迪亚人的国会反对党领袖让·克雷蒂安评论结果说：“对我来讲，今天是美好的一天。这是一个我们能在同在加拿大与此同时却各不相同的例子。”蒙特利尔宪报也对结果表示赞成，并称新不伦瑞克省政府因对地区联盟党的抵抗而“勇敢”且增加此条文为“一个二元并存的加拿大”提供了“高尚、大方的愿景。很可惜这条宪法只适用于新不伦瑞克。”
1993年3月12日，此修正案在被加拿大总督拉蒙·约翰·纳蒂欣公布后被布赖恩·马尔罗尼总理、总检察长皮埃尔·布莱和注册总署署长皮埃尔·文森特签署。

## 新不伦瑞克外的影响

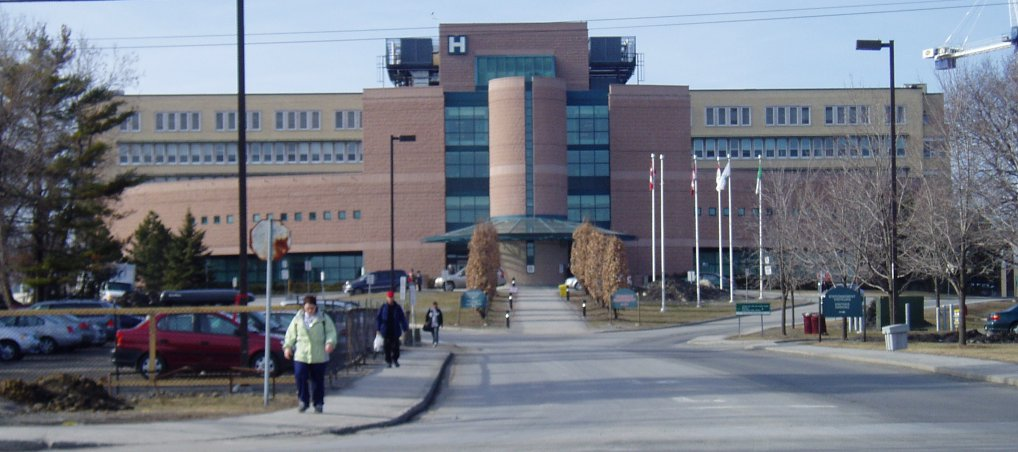
蒙特福特医院

2000年，一个安大略法庭裁定省政府在其合并渥太华地区几家医院的计划中不得关闭蒙特福特医院。判决的依据则是法院认为少数群体权利的不成文宪法原则适用于本案。因为它是该地区唯一一家主要提供法语服务的医院，蒙特福特医院应如新不伦瑞克的法语、英语两种学区一般，被认做被宪法所保护的并行服务提供者，也由此成为当地法语居民集体权利的一部分。当时的安大略进步保守党政府批评此决定为司法能动主义并声称：“分区法院的判决实质上重写了宪法，使得本来明确意为仅适用于新不伦瑞克省的第16.1条适用于安大略省。” 